# Newark-on-Trent
Newark-on-Trent è una cittadina di 25 000 abitanti della contea del Nottinghamshire, in Inghilterra.
Quí mori nel 1216,il sovrano inglese Giovanni Senzaterra. Newark-on-Trent ha un cimitero di guerra, dove molti soldati polacchi e dei paesi del Commonwealth furono seppelliti durante la Seconda guerra mondiale. I due militari e politici polacchi Władysław Raczkiewicz e Władysław Sikorski furono seppelliti qui, ma nell'anno 1993 il corpo di Sikorski fu riesumato e trasferito in Polonia.

## Amministrazione

### Gemellaggi
Emmendingen, Germania
 Saint-Cyr-sur-Loire, Francia
 Sandomierz, Polonia